# Liên hoan phim Việt Nam lần thứ 4
Liên hoan phim Việt Nam lần thứ 4 được tổ chức từ ngày 14 tháng 4 đến ngày 21 tháng 4 năm 1977 tại Thành phố Hồ Chí Minh, Việt Nam, với khẩu hiệu: "Vì Tổ quốc xã hội chủ nghĩa và hạnh phúc của nhân dân. Vì sự phát triển của nền điện ảnh dân tộc".
Đây là lần tổ chức thứ 4 Liên hoan phim Việt Nam được tổ chức nhưng là lần đầu tiên các sự góp mặt của các nghệ sĩ, tác phẩm điện ảnh của hai miền Bắc và Nam. Toàn bộ 63 tác phẩm tham gia đề cử đều được sản xuất trong hai năm đầu thống nhất đất nước.

## Tổ chức
Đặc biệt, các tác phẩm không chỉ tăng về số lượng mà còn tăng về chất lượng, số lượng đại biểu cũng tăng gấp đôi. Liên hoan phim lần này còn xuất hiện nhiều đơn vị sản xuất mới như Hãng phim tổng hợp, Đài Truyền hình TP.HCM. Ngoài ban giám khảo ở các hạng mục phim như lần trước, năm 1977 còn có ban giám khảo kỹ thuật. Nhiều cuộc thi bình chọn phim được tổ chức từ trước để thu thập ý kiến khán giả, giúp ban giám khảo xem xét toàn diện và chính xác hơn. Ngoài lượng lớn khán giả từ nhiều vùng miền đã xem các tác phẩm đề cử từ trước, tính riêng lượng người xem ngay tại Liên hoan phim đã có trên 500.000 người.
Cũng trong khuôn khổ Liên hoan phim, Hội Điện ảnh Việt Nam đã tổ chức hội thảo với chủ đề "Phấn đấu sáng tạo nhiều hình tượng nghệ thuật cao đẹp và phong phú về xã hội mới và con người mới trên màn ảnh Việt Nam". Cùng với đó là nhiều cuộc gặp gỡ, tiếp xúc giữa các nhà làm phim với khán giả.
Lễ khai mạc và bế mạc được tổ chức tại khách sạn Rex. Phim tài liệu "Chiến thắng lịch sử Xuân 1975 " được trình chiếu ra mắt trong ngày khai mạc Liên hoan phim. Đây là liên hoan phim có ít giải thưởng được trao nhất kể từ khi ra đời: chỉ có một Bông sen vàng cho phim điện ảnh "Sao tháng Tám" và cùng hai giải Bông sen vàng cho phim tài liệu "Chiến thắng lịch sử Xuân 1975" và "Thành phố lúc rạng đông", không có Bông sen vàng cho phim hoạt hình. Bộ trưởng Bộ Văn hóa lúc bấy giờ, ông Nguyễn Văn Hiếu đọc diễn văn khai mạc Liên hoan phim.
Đề cử tại Liên hoan phim lần này có 9 phim điện ảnh, 5 phim hoạt hình, 41 phim tài liệu - phóng sự - khoa học từ 13 cơ sở sản xuất.

## Giải thưởng

### Phim truyện nhựa
| Giải thưởng cho tác phẩm                         | Giải thưởng cho tác phẩm | Giải thưởng cho tác phẩm | Giải thưởng cho tác phẩm                  | Giải thưởng cho tác phẩm              |
| Giải                                             | Phim                     | Đạo diễn                 | Sản xuất                                  | Chú thích                             |
| ------------------------------------------------ | ------------------------ | ------------------------ | ----------------------------------------- | ------------------------------------- |
| Giải đặc biệt                                    | Đứa con nuôi             | Nguyễn Khánh Dư          | Xí nghiệp phim Truyện Việt Nam            | Chủ tịch Hội đồng giám khảo trao giải |
| Xem thêm: Giải Bông Sen cho phim truyện điện ảnh |                          |                          |                                           |                                       |
| Bông sen Vàng                                    | Sao tháng Tám            | Trần Đắc                 | Xí nghiệp phim Truyện Việt Nam            | [ 5 ]                                 |
| Bông sen Bạc                                     | Chuyến xe bão táp        | Trần Vũ                  | Xí nghiệp phim Truyện Việt Nam            | [ 6 ]                                 |
| Bông sen Bạc                                     | Cô Nhíp                  | Khương Mễ                | Đài Truyền hình Thành phố Hồ Chí Minh     | [ 6 ]                                 |
| Bông sen Bạc                                     | Ngày lễ thánh            | Bạch Diệp                | Xí nghiệp phim Truyện Việt Nam            | [ 6 ]                                 |
| Bông sen Bạc                                     | Ngày tàn của bạo chúa    | Vũ Sơn; Chi Lăng         | Xưởng phim Tổng hợp Thành phố Hồ Chí Minh | [ 6 ]                                 |

| Giải thưởng cho cá nhân                                             | Giải thưởng cho cá nhân | Giải thưởng cho cá nhân | Giải thưởng cho cá nhân        | Giải thưởng cho cá nhân |
| Giải thưởng                                                         | Nhận giải               | Phim                    | Sản xuất                       | Chú thích               |
| ------------------------------------------------------------------- | ----------------------- | ----------------------- | ------------------------------ | ----------------------- |
| Nữ diễn viên xuất sắc nhất                                          | Thanh Tú                | Sao tháng Tám           | Xí nghiệp phim Truyện Việt Nam | [ 5 ]                   |
| Nữ diễn viên xuất sắc nhất                                          | Trà Giang               | Ngày lễ thánh           | Xí nghiệp phim Truyện Việt Nam | [ 5 ]                   |
| Nam diễn viên xuất sắc                                              | Huy Công                | Đứa con nuôi            | Xí nghiệp phim Truyện Việt Nam | [ 5 ]                   |
| Xem thêm: Giải Cánh diều cho đạo diễn xuất sắc phim truyện điện ảnh |                         |                         |                                |                         |
| Giải thưởng                                                         | Nhận giải               | Phim                    | Sản xuất                       | Chú thích               |
| Đạo diễn xuất sắc                                                   | Nguyễn Khắc Lợi         | Hai người mẹ            | Xưởng phim Hà Nội              | [ 5 ]                   |
| Quay phim xuất sắc                                                  | Nguyễn Khánh Dư         | Hai người mẹ            | Xưởng phim Hà Nội              | [ 5 ]                   |
| Biên kịch xuất sắc                                                  | Bành Bảo – Trần Vũ      | Chuyến xe bão táp       | Xí nghiệp phim Truyện Việt Nam | [ 5 ]                   |
| Thiết kế mỹ thuật xuất sắc                                          | Ngọc Linh               | Sao tháng Tám           | Xí nghiệp phim Truyện Việt Nam | [ 5 ]                   |
| Nhạc phim xuất sắc                                                  | Phó Đức Phương          | Đứa con nuôi            | Xí nghiệp phim Truyện Việt Nam | [ 5 ]                   |

### Phim thời sự, tài liệu, khoa học
| Giải thưởng cho tác phẩm | Giải thưởng cho tác phẩm      | Giải thưởng cho tác phẩm | Giải thưởng cho tác phẩm                  | Giải thưởng cho tác phẩm | Giải thưởng cho tác phẩm |
| Giải                     | Phim                          | Đạo diễn                 | Sản xuất                                  | Hạng mục                 | Chú thích                |
| ------------------------ | ----------------------------- | ------------------------ | ----------------------------------------- | ------------------------ | ------------------------ |
| Bông sen Vàng            | Chiến thắng lịch sử xuân 1975 | Trần Việt                | Xưởng phim Quân đội                       | Phóng sự - tài liệu      | [ 5 ]                    |
| Bông sen Vàng            | Thành phố lúc rạng đông       | Hải Ninh                 |                                           | Phóng sự - tài liệu      | [ 5 ]                    |
| Bông sen Vàng            | Bệnh dịch hạch                |                          |                                           | Phim khoa học            | [ 6 ]                    |
| Bông sen Bạc             | Hòn đảo ngọc                  | Phạm Khắc                | Đài Truyền hình Thành phố Hồ Chí Minh     | Phóng sự - tài liệu      | [ 6 ]                    |
| Bông sen Bạc             | Hình ảnh quân đội số 14-1976  |                          | Xưởng phim Quân đội                       | Phóng sự - tài liệu      | [ 6 ]                    |
| Bông sen Bạc             | Sáng kiến khắp nơi            |                          | Xưởng phim Tổng hợp thành phố Hồ Chí Minh | Phóng sự - tài liệu      | [ 6 ]                    |
| Bông sen Bạc             | Miền Nam trong trái tim tôi   | Phạm Kỳ Nam              |                                           | Phóng sự - tài liệu      | [ 6 ]                    |
| Bông sen Bạc             | Tháng 5 - những gương mặt     | Đặng Nhật Minh           |                                           | Phóng sự - tài liệu      | [ 6 ]                    |
| Bông sen Bạc             | Tiếng nổ sau chiến tranh      | Ngọc Quỳnh               |                                           | Phóng sự - tài liệu      | [ 4 ]                    |
| Bông sen Bạc             | Tiền tuyến lao động           | Nguyễn Ngọc Hiến         | Xưởng phim Tổng hợp thành phố Hồ Chí Minh | Phóng sự - tài liệu      | [ 4 ]                    |
| Bông sen Bạc             | Chớ coi thường                | Lương Đức                | Xưởng phim Thời sự Tài liệu Việt Nam      | Phim khoa học            | [ 7 ] [ 8 ]              |
| Bông sen Bạc             | Vì âm thanh cuộc sông         | Lương Đức                | Xưởng phim Thời sự Tài liệu Việt Nam      | Phim khoa học            | [ 4 ] [ 6 ] [ 9 ]        |

| Giải thưởng cho cá nhân | Giải thưởng cho cá nhân | Giải thưởng cho cá nhân     | Giải thưởng cho cá nhân |
| Giải thưởng             | Nhận giải               | Phim                        | Chú thích               |
| ----------------------- | ----------------------- | --------------------------- | ----------------------- |
| Đạo diễn xuất sắc       | Phạm Kỳ Nam             | Miền Nam trong trái tim tôi | [ 5 ] [ 6 ]             |
| Biên kịch xuất sắc      | Phạm Khánh Toàn         | Hòn đảo ngọc                | [ 5 ] [ 6 ]             |
| Quay phim xuất sắc      | Nguyễn Khánh Dư         | Thành phố lúc rạng đông     | [ 5 ] [ 6 ]             |
| Quay phim xuất sắc      | Lương Đức               | Đường chúng ta đi           | [ 5 ] [ 6 ]             |
| Quay phim xuất sắc      | Nguyễn Khắc Hiển        | Thời sự 11-1976             | [ 9 ]                   |
| Âm nhạc xuất sắc        | Đàm Linh                | Tiếng nổ sau chiến tranh    | [ 5 ] [ 6 ]             |

### Phim hoạt hình
| Giải thưởng cho tác phẩm | Giải thưởng cho tác phẩm | Giải thưởng cho tác phẩm | Giải thưởng cho tác phẩm                  | Giải thưởng cho tác phẩm |
| Giải                     | Phim                     | Đạo diễn                 | Sản xuất                                  | Chú thích                |
| ------------------------ | ------------------------ | ------------------------ | ----------------------------------------- | ------------------------ |
| Bông sen Vàng            | Không trao giải          | Không trao giải          | Không trao giải                           | [ 1 ] [ 5 ]              |
| Bông sen Bạc             | Con kiến và hạt gạo      | Nghiêm Dung - Hồ Quảng   | Xưởng phim hoạt họa búp bê                | [ 1 ] [ 5 ]              |
| Bông sen Bạc             | Giấc mơ bay              | Hữu Đức                  | Xưởng phim hoạt họa búp bê                | [ 1 ] [ 5 ]              |
| Bông sen Bạc             | Cây chổi đẹp nhất        | Nguyễn Vy                | Xưởng phim Hoạt họa Thành phố Hồ Chí Minh | [ 1 ] [ 5 ]              |

| Giải thưởng cho cá nhân | Giải thưởng cho cá nhân | Giải thưởng cho cá nhân | Giải thưởng cho cá nhân    | Giải thưởng cho cá nhân |
| Giải thưởng             | Nhận giải               | Phim                    | Sản xuất                   | Chú thích               |
| ----------------------- | ----------------------- | ----------------------- | -------------------------- | ----------------------- |
| Đạo diễn xuất sắc       | Nguyễn Thị Nghiêm Dung  | Con kiến và hạt gạo     | Xưởng phim hoạt họa búp bê | [ 1 ] [ 5 ]             |
| Đạo diễn xuất sắc       | Hồ Quảng                | Con kiến và hạt gạo     | Xưởng phim hoạt họa búp bê | [ 1 ] [ 5 ]             |
| Biên kịch xuất sắc      | Trần Quang Hân          | Cây chổi đẹp nhất       |                            | [ 1 ] [ 5 ]             |
| Họa sĩ xuất sắc         | Lê Thanh                | Cây chổi đẹp nhất       |                            | [ 1 ] [ 5 ]             |
| Họa sĩ xuất sắc         | Lý Duy                  | Cây chổi đẹp nhất       |                            | [ 1 ] [ 5 ]             |
| Họa sĩ xuất sắc         |                         | Giấc mơ bay             |                            | [ 9 ]                   |